# 錫沃德岩
54°0′S 37°19′W / 54.000°S 37.317°W
錫沃德岩是南極洲的岩島，位於島嶼灣，屬於南喬治亞群島的一部分，處於莫利莫克島東北面，在1912至1913年被繪入地圖，英國探險隊在1929至1930年測量該岩島。